# Ana Ollo
Ana Ollo Hualde (nascida a 1965) é uma política navarra que tem servido como Ministra das Relações Cidadãs de Navarra desde julho de 2015.